# Schloss Prankh
Koordinaten: 47° 16′ 50″ N, 14° 51′ 45″ O

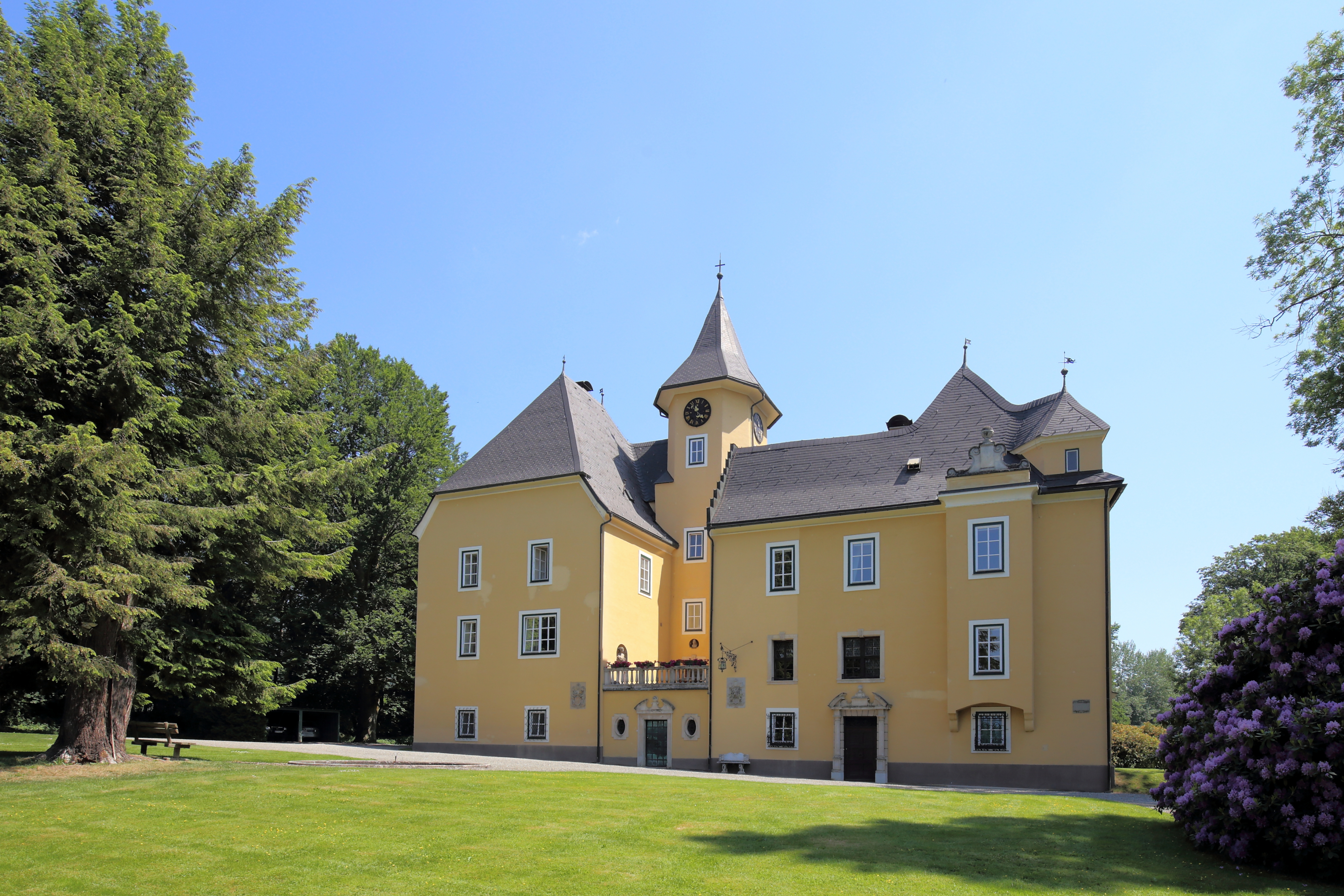
Schloss Prankh

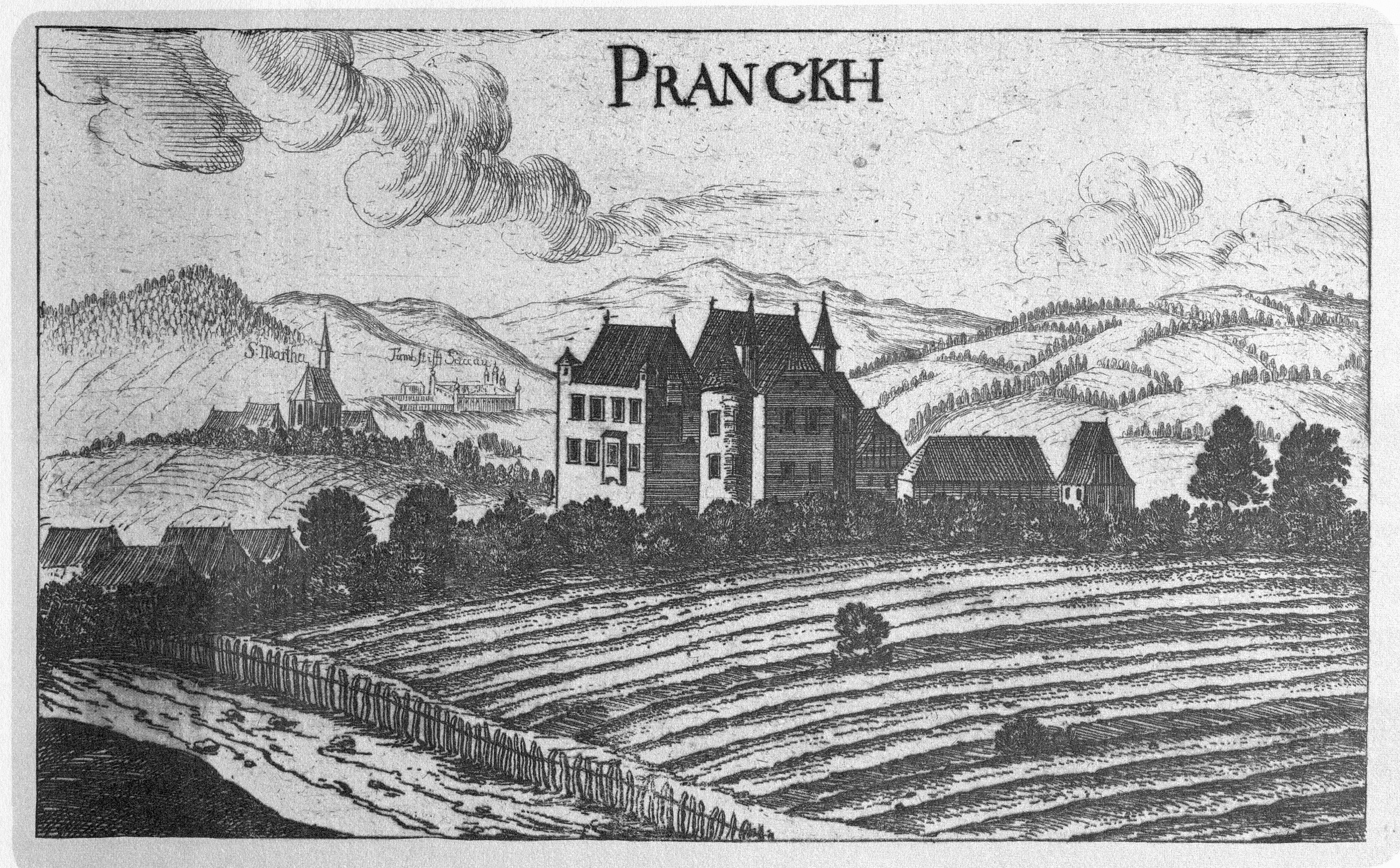
Ansicht von Schloss Pranckh nach Vischer

Das Schloss Pran(c)kh liegt in der Ortschaft Prankh bei Sankt Marein in der Steiermark. Es diente dem alten Adelsgeschlecht derer von Pranckh mehrere Jahrhunderte als Stammsitz. Das ehemalige Wasserschloss ist heute noch in Form eines Renaissancebaus erhalten.

## Geschichte
Bereits im 11. Jahrhundert dürfte neben dem Hauptwehrbau des Mareiner Bodens, der Burg Feistritz, das Schloss Prankh entstanden sein, auf welchem die Gefolgsleute der ursprünglich Hochfreien von Feistritz-Traisen, die Ritter von Pranckh, später Freiherren und Grafen, saßen. Im 13. Jahrhundert wurde die Anlage erweitert, da seit jeher von zwei Schlössern bzw. Burgen der von Pranckh berichtet wurde, die von einem Wassergraben beschützt werden. Wie bei anderen Herrschaftssitzen auch, lebten unterschiedliche Linien der Pranckh zeitgleich auf dem Anwesen.
1298 erfolgte die Vermählung zwischen Friedrich von Pranckh und der Erbtochter Anna von Pux. Anna brachte neben Besitztümern in der Steiermark und in Kärnten auch den zukünftigen Stammsitz der Pranckhher die in der Steiermark bei Teufenbach am Oberlauf der Mur gelegene Burg Pux in die Ehe mit ein. Der Herrschaftssitz wurde jedoch erst 1425 in das obere Murtal nach Pux verlegt. Ein Teil der Familie blieb in St. Marein, wo sich während dieser Zeit die Türkeneinfälle häuften. Aufgrund der Befestigung wagten diese es jedoch nicht, das Schloss anzugreifen.
1551 erbte Ludwig Stürgkh von Plankenwarth das Schloss. 1562 wurden die beiden selbständigen Bauten in einem Renaissancebau zusammengefasst. Stürgkhs Söhne verkauften das Schloss 1578 an die von Hohenburg, die es wiederum 1611 an die von Concin gaben. 1622 erlangte die Familie von Hoyos in einem Rechtsstreit Besitz über die Herrschaft. Im selben Jahr noch wurde die Herrschaft jedoch an das Stift Seckau verkauft, welches das Schloss durch Schenkung bereits seit 1207 innehatte, und bis dahin meist als Lehen vergeben hatte. Da sich jedoch weder das Stift, noch der steirische Religionsfonds, der die Güter übernommen hatte, des Schlosses annahmen, war dieses 1782, als es durch Kaiser Joseph II. zur Aufhebung des Stiftes kam, bereits so verkommen, dass 1815 von einem verfallenen Schlössl bei Seckau berichtet wurde.

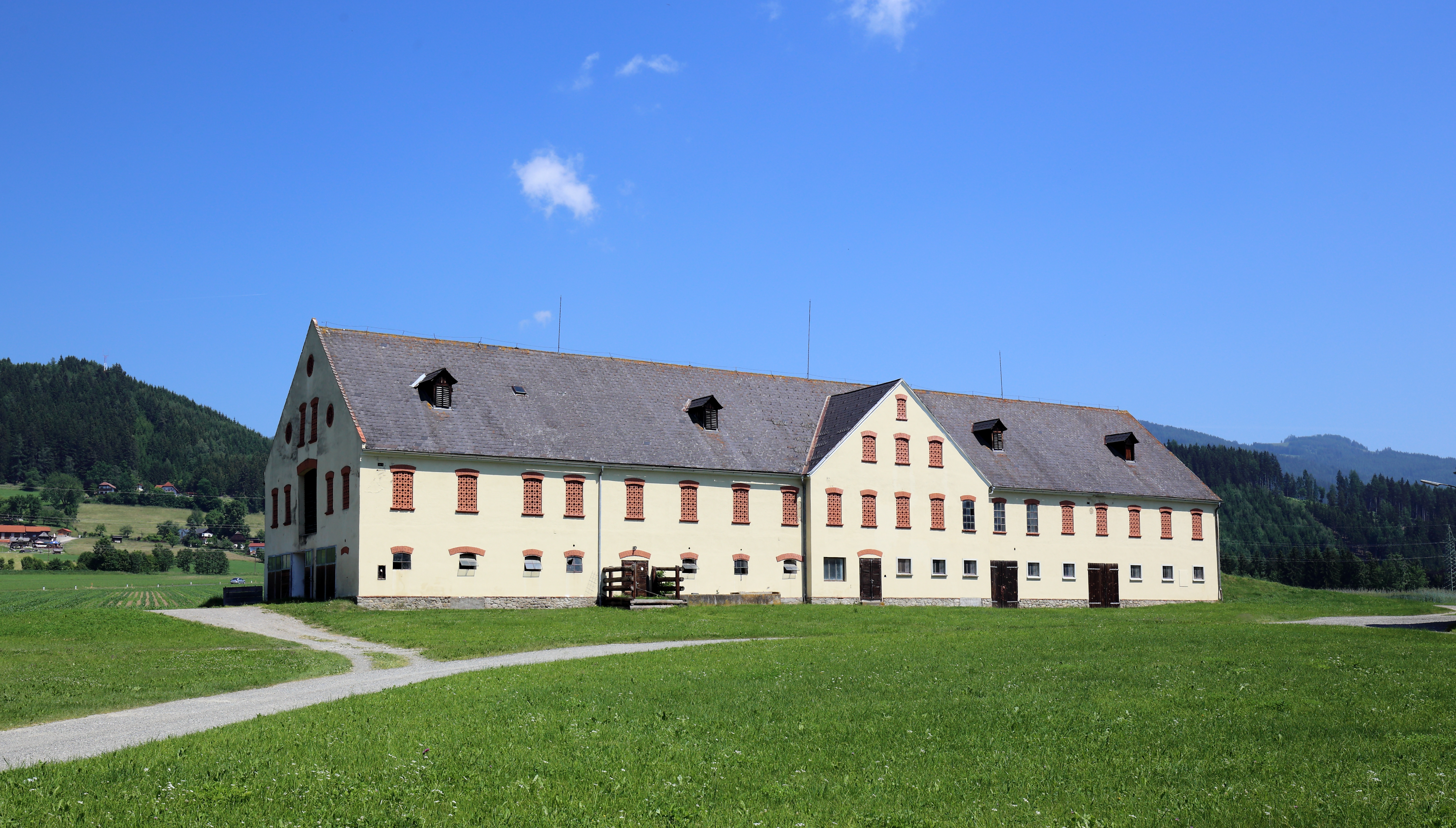
Das nordwestlich gelegene Wirtschaftsgebäude des Schlosses

Aus Staatsbesitz wurde es an Private verkauft. 1838 gelangte es an die Weinmeisters und 1896 an die Ritter von Leuzendorf, welche die seit langem ausstehenden Sanierungen vornahmen. Weitere Besitzer waren die Familie von Thalhammer sowie Hamker, welche das Schloss 1963 erwarben und auf diesem eine Forst- und Gutsverwaltung führen.